# جوزف فاینز
جوزف فاینز (انگلیسی: Joseph Fiennes؛ زادهٔ متولد ۲۷ مه۱۹۷۰) بازیگر اهل بریتانیا است که در تلویزیون، سینما و تئاتر فعالیت دارد. از مهترین نقش‌هایی که بازی کرده می‌توان به نقش ویلیام شکسپیر در شکسپیرِ عاشق، مارتین لوتر در لوتر و ایفای نقشش به عنوان مارک بنفورد در سریال سال ۲۰۰۹، فلش فوروارد اشاره کرد.

## شروع زندگی
هنگامی که در سالیتزبوری، ویلت شایر متولد شد، مادرش جنیفر لش، نویسنده بود و پدرش مارک فاینز عکاسی می‌کرد و کوچکترین در بین شش فرزند خانواده محسوب می‌شد. او را به وست کورک ایرلند بردند. برادرش ریف فاینز بازیگر است و خواهرانش سوفی فاینز و مارتا فاینز سازندگان فیلم هستند. مگنوس فاینز آهنگساز است و برادر دوقلویش جیکوب از محافظان منابع طبیعی است. برادر ناتنی‌اش، مایکل ئمری باستان‌شناسی می‌کند. افراد معروف دیگری نیز در نسبت‌های نزدیک خانوادگی‌شان یافت می‌شود.
جوزف فاینز سال ۲۰۰۹ با مدل سویسی شرکت اسپانیایی گالیشن، ماریا دولورس دیه گوئز که متولد ۱۹۸۲ است، ازدواج کرده. اولین فرزندشان که یک دختر است در ۸ مارس ۲۰۱۰ به دنیا آمد.

## فیلم‌ها
- دویدن با قیچی
- الیزابت
- دشمن پشت دروازه‌ها
- گرد و غبار
- سندباد: افسانه هفت دریا
- تاجر ونیزی
- جوایز داروین
- شکسپیرِ عاشق
- فلش فوروارد
- استرانگرلند
- بدرود بافانا
- لوتر
- فراری از واقعیت
- بارون قرمز
- هرکول
- کملوت
- سرگذشت ندیمه
- زیبایی ربوده‌شده
- افسانه‌های واهی
- ملاقات با مارتا
- مرا به آرامی بکش
- در برابر جریان

## بخشی از جوایز و افتخارات
- کاندیدای بفتای بهترین بازیگر نقش اول مرد برای فیلم شکسپیر عاشق در سال ۱۹۹۸